# Berntsen Point
Berntsen Point är en udde i Antarktis. Den ligger på Signy Island i Sydorkneyöarna. Argentina och Storbritannien gör anspråk på området.
Terrängen inåt land är huvudsakligen kuperad, men söderut är den platt. Trakten är obefolkad.